# Stacy Peralta

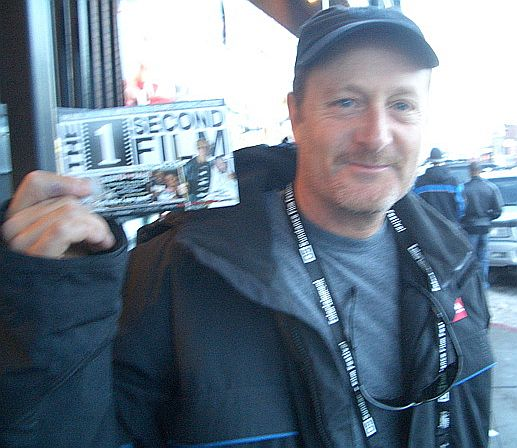
Stacy Peralta (2005).

Stacy Peralta, född 15 oktober 1957 i Venice i Los Angeles, Kalifornien, är en amerikansk regissör och professionell skateboardåkare, surfare och entreprenör. 
Peralta är en av de ursprungliga Z-Boys och är känd inom skateboardkretsar som en av pionjärerna inom vert, den vertikala stilen inom åkningen, som han hämtade från surfningen. Tillsammans med George Powell startade han 1978 skateboardföretaget Powell Peralta som var ett av de första stora företagen inom branschen. Företaget skapade också "The Bones Brigade" som leddes av Peralta och som under 1980-talet var det mest namnkunniga teamet med skatare som Tony Hawk, Rodney Mullen, Mike Vallely och Steve Caballero. 
Peralta skapade även videospelet Tony Hawk's Underground.
Tiden med Z-boys under 1970-talet finns skildrat både i dokumentären Dogtown and Z-Boys från 2001 som regisserades av Peralta, och i spelfilmen Lords of Dogtown från 2005.